# Urepus rossi
Urepus rossi är en spindelart som beskrevs av Roth 1967. Urepus rossi ingår i släktet Urepus och familjen mörkerspindlar.
Artens utbredningsområde är Peru. Inga underarter finns listade i Catalogue of Life.